# Cynoscionicola heterocantha
Cynoscionicola heterocantha är en plattmaskart. Cynoscionicola heterocantha ingår i släktet Cynoscionicola och familjen Heteraxinidae. Inga underarter finns listade i Catalogue of Life.